# Rubas
Rubas (ros. Рубас) – wieś w Rosji, w Dagestanie, w rejonie derbenckim. W 2010 liczyła 3099 mieszkańców, głównie Tabasaranów.